# Clastoptera distincta
Clastoptera distincta är en insektsart som beskrevs av Doering 1929. Clastoptera distincta ingår i släktet Clastoptera och familjen Clastopteridae. Inga underarter finns listade i Catalogue of Life.